# Arlena di Castro
Arlena di Castro é uma comuna italiana da região do Lácio, província de Viterbo, com cerca de 867 (Cens. 2001) habitantes. Estende-se por uma área de 22,32 km², tendo uma densidade populacional de 38,84 hab/km². Faz fronteira com Cellere, Piansano, Tessennano, Tuscania.

## Demografia
| Variação demográfica do município entre 1861 e 2011                               |
|                                                                                   |
| Fonte: Istituto Nazionale di Statistica (ISTAT) - Elaboração gráfica da Wikipedia |